# Italdesign Zerouno

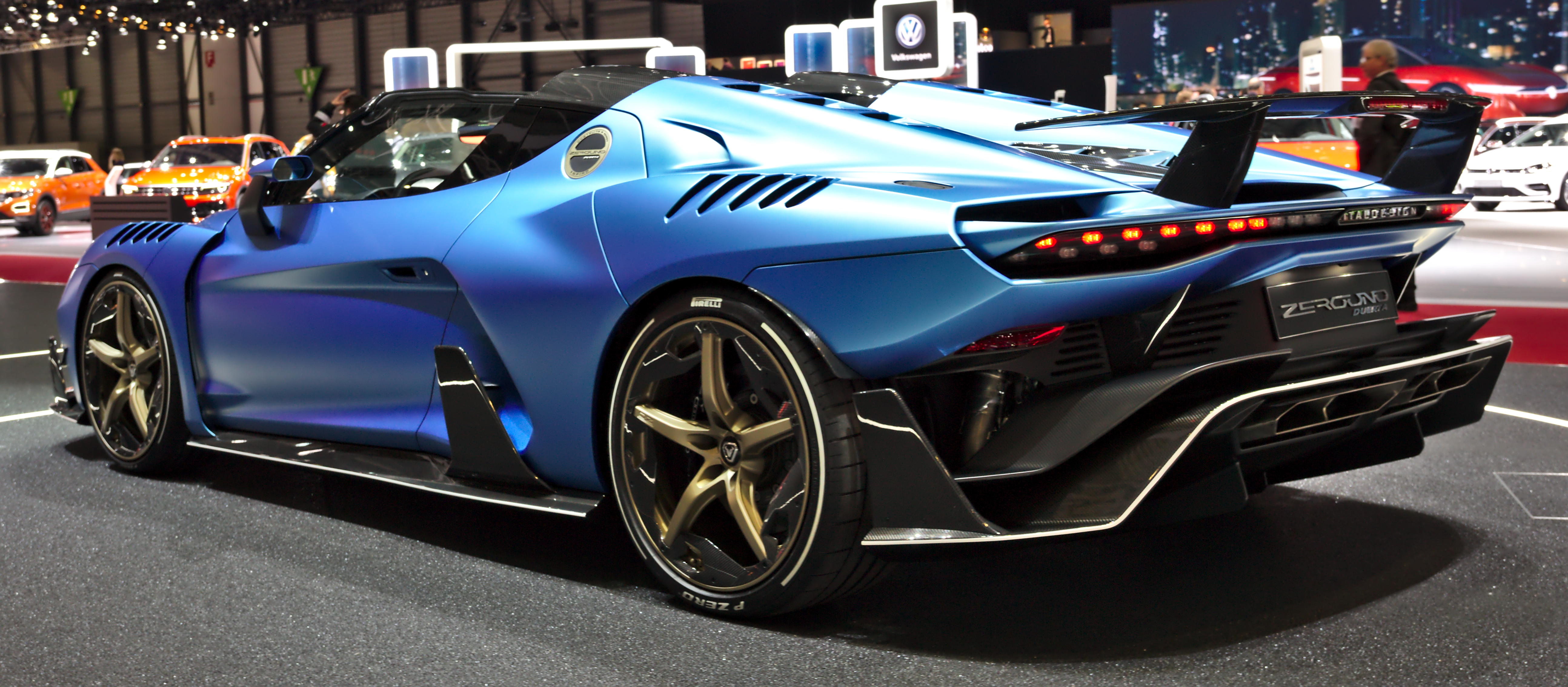
Italdesign Zerouno Duerta

De Zerouno is een auto van het Italiaanse ontwerpbureau Italdesign. Het is voor het bedrijf de eerste auto die geheel onder eigen naam is uitgebracht..
De auto is gebaseerd op de Lamborghini Huracán en werd in 2017 onthuld tijdens de Autosalon van Genève. Volgens Italdesign is de auto vooral bedoeld om de buitenwereld te laten zien over welke capaciteiten het bedrijf beschikt. Het heeft onder andere geleid tot een samenwerking met Nissan voor de ontwikkeling van de GT-R50.
Van de Zerouno zijn vijf exemplaren gebouwd.
In 2018 werd de Zerouno Duerta uitgebracht, een roadsterversie. Ook van deze versie verschenen er niet meer dan vijf exemplaren.